# Atlantic Gas Station
La Atlantic Gas Station  es una gasolinera histórica ubicada en Miami, Florida. La Atlantic Gas Station se encuentra inscrita  en el Registro Nacional de Lugares Históricos desde el 29 de diciembre de 1988. Forma parte del Downtown Miami MRA.